# باشگاه فوتبال بالمرسی
باشگاه فوتبال بالمرسی (عربی: المستقبل الرياضي بالمرسى) یک باشگاه فوتبال در شهر المرسی، تونس است.
این باشگاه که در سال ۱۹۳۹ تاسیس شده سابقه یک قهرمانی در لیگ کاپ تونس را در کارنامه دارد.